# Пропажа свідка
«Пропажа свідка» (рос. «Пропажа свидетеля») — радянський художній фільм 1971 року, детектив, режисера Володимира Назарова. Продовження фільму «Господар тайги», знятий на численні прохання кіноглядачів.

## Сюжет
Дія відбувається в далекому тайговому селищі. Дільничний Василь Серьожкін відправляється на службу в новий район. У перші ж дні його чергування на березі Лисої Коси знаходять тіло зоолога Калганова, який загинув від пострілу з мисливської рушниці. На місці злочину Серьожкін не знаходить ніяких доказів, хіба що слід від кеда 37-го розміру. Коло підозрюваних в першу чергу включає місцевих мисливців-браконьєрів, з якими Калганов давно і принципово боровся. Єдиний можливий свідок Іван Садик, кухар бригади лісозаготовлювальників, зник в тайзі. Мисливці кажуть, що він міг стати жертвою тигра-людожера.

## У ролях
- Валерій Золотухін —  лейтенант Василь Серьожкін
- Максим Мунзук —  Техе
- Марта Зоріктуєва —  Інга
- Людмила Максакова —  Настя
- Артем Іноземцев —  Зуєв
- Микола Крюков —  Юрій Степанович, слідчий
- Борис Юрченко —  Михайло Омелянович Балабін
- Алла Мещерякова —  Тетяна
- Буда Вампілов —  Семен Дугарович, голова артілі

## Знімальна група
- Режисер: Володимир Назаров
- Сценарист: Борис Можаєв
- Оператор:  Володимир Ніколаєв
- Композитор: Геннадій Гладков
- Художники:  Саїд Меняльщіков,  Семен Валюшок
- Художник по костюмах:  Тетяна Вадецький